# Пасу-ди-Торрис
Пасу-ди-Торрис (порт. Passo de Torres)  —  муниципалитет в Бразилии, входит в штат Санта-Катарина. Составная часть мезорегиона Юг штата Санта-Катарина. Входит в экономико-статистический  микрорегион Арарангуа. Население составляет 5629 человек на 2006 год. Занимает площадь 95,054 км². Плотность населения — 59,2 чел./км².
Праздник города — 26 сентября.

## История
Город основан 26 сентября 1991 года.

## Статистика
- Валовой внутренний продукт на 2003 составляет 31.981.600,00 реалов (данные: Бразильский институт географии и статистики).
- Валовой внутренний продукт на душу населения на 2003 составляет 6.314,24 реалов (данные: Бразильский институт географии и статистики).
- Индекс развития человеческого потенциала на 2000 составляет 0,789 (данные: Программа развития ООН).

## География
Климат местности: субтропический.